# Roberto D’Aubuisson
Roberto D’Aubuisson Arrieta (ur. 23 sierpnia 1943 w Santa Tecla, zm. 20 lutego 1992 w San Salvador) – salwadorski polityk, dowódca okresu wojny domowej w Salwadorze. W latach 1982-1983 przewodniczący Zgromadzenia Ustawodawczego.

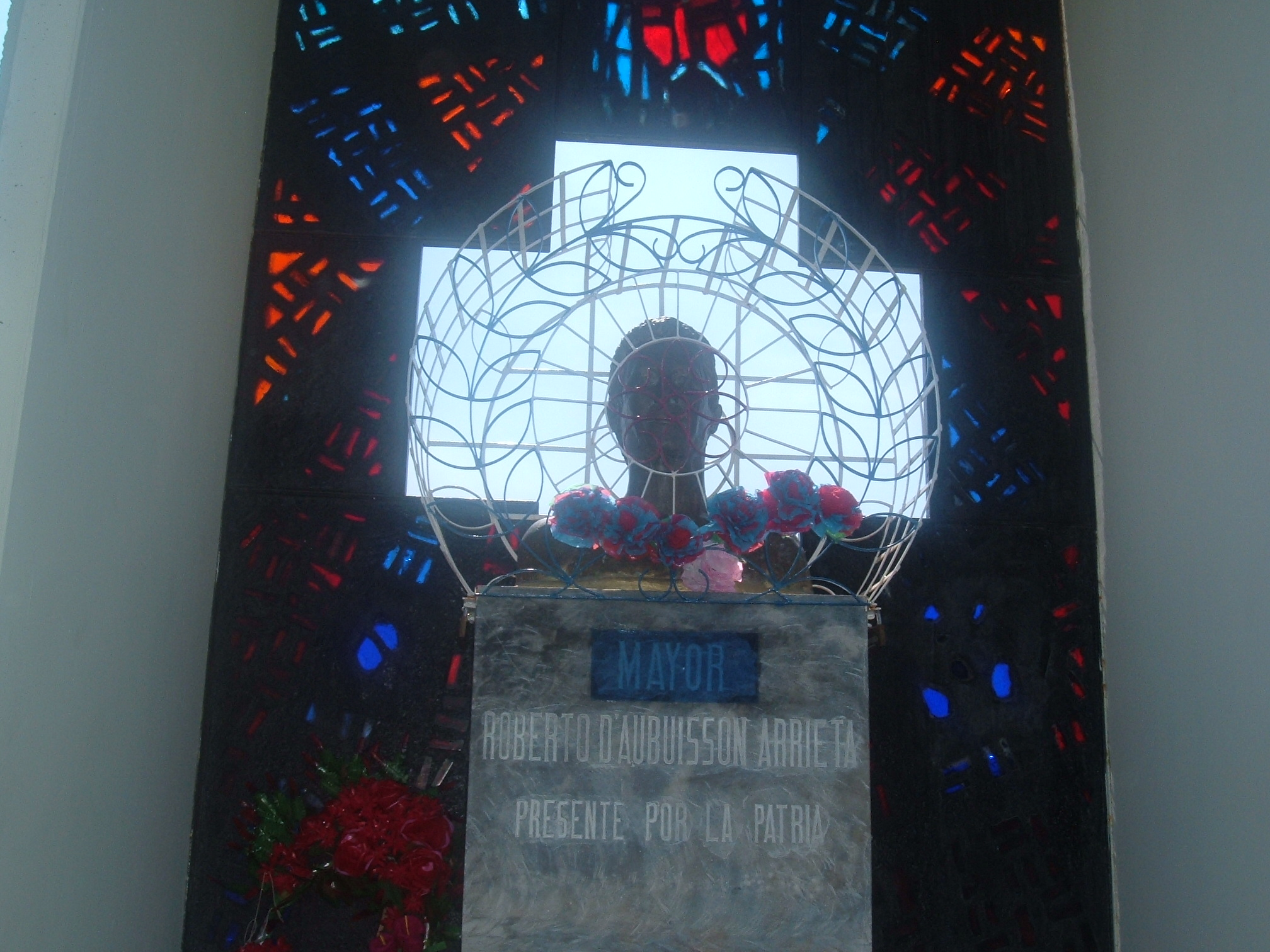
Grobowiec Roberto d'Aubuissona na Cmentarzu Wielkich w San Salvador

Był oficerem wywiadu Gwardii Narodowej oraz zastępcą dowódcy prezydenckiej agencji bezpieczeństwa Ansesal. Był wtedy nazywany „Blowtorch Bob” (z powodu nagminnego stosowania lutlampy podczas przesłuchań). Po odsunięciu od władzy prezydenta Salwadoru Carlosa Humberto Romero (w październiku 1979) przez grupę oficerów-reformatorów, oligarchowie kawowi, obawiający się planowanych reform politycznych i gospodarczych, powierzyli D'Aubuissonowi zadanie podjęcia działań zapobiegawczych. D'Aubuisson był m.in. zamieszany w nieudany zamach mający na celu obalenie lidera rządzącej junty, Adolfo Majano Ramosa (maj 1980); dążył także do zniweczenia działań reformatorskich i pokojowych prezydenta José Napoleona Duarte.
Oskarżony o współudział w zamordowaniu arcybiskupa San Salvadoru Oscara Romero (1980), D'Aubuisson kilka miesięcy w 1981 spędził w Gwatemali; pod koniec roku powrócił do Salwadoru i założył prawicowy ruch polityczny – Narodowy Sojusz Republikański ARENA.
Liczył na objęcie stanowiska prezydenta w marcu 1982, jednak ostatecznie tymczasowym prezydentem został Álvaro Magaña; jako lider silnego ugrupowania D'Aubuisson został przewodniczącym Zgromadzenia Ustawodawczego (1982–1983). W 1984 przegrał z Duarte w wyborach prezydenckich. W 1989 wskutek nacisków amerykańskich przekazał kierowanie Sojuszu Alfredo Cristianiemu, który w tymże roku został prezydentem Salwadoru. 
W ostatnich latach życia D'Aubuisson daremnie przeciwdziałał inicjatywom pojednawczym Cristianiego. Kilka tygodni przed śmiercią dawnego lidera ugrupowania zawarto porozumienie rządu i ARENA z lewicową partyzantką.
Już w 1986 amerykański ambasador Robert White określał D'Aubuissona mianem „patologicznego mordercy”. Jako współtwórca i lider organizacji pod nazwą Union Guerrera Blanca (Unia Białych Wojowników), która dokonała wielu zabójstw w okresie wojny domowej w Salwadorze (1979–1992), ponadto m.in. w czerwcu 1977 pod hasłem „Bądź patriotą – zabij księdza” nawoływała do zabicia jezuitów, oskarżanych o rzekome sprzyjanie komunistom. D'Aubuisson jest współodpowiedzialny za śmierć około 75 tysięcy osób.